# Слюсарский, Бартош
Бартош Слюсарский (пол. Bartosz Ślusarski; 11 декабря 1981 года, Шамоцин) — польский футболист, нападающий.

## Карьера
Профессиональную карьеру начал в клубе «Лех» из Познани. За три года провёл за клуб 82 матча в чемпионате, забив 17 мячей.
В 2004 году подписал контракт с «Дискоболией», заменив в её составе Гжегожа Расяка, не продлившего контракт и уехавшего в Англию. За клуб выступал до 2007 года, проведя сезон 2006/07 в аренде в португальской «Лейрии». В Португалии помог своему клубу пробиться в Кубок Интертото и получил приз Игроку года.
24 августа 2007 года подписал двухлетний контракт с «Вест Бромвич Альбион». 20 октября того же года дебютировал за клуб в матче против «Колчестер Юнайтед».
В ноябре 2007 года на правах аренды перешёл в «Блэкпул». Во второй игре за новую команду забил свой первый мяч на Британских островах в игре против «Норвич Сити». 28 января вернулся из аренды в «Вест Бром».
27 марта 2008 года вновь отправился в аренду в «Шеффилд Уэнсдей» до конца сезона. В ноябре 2008 года опять отправился в аренду в «Уэнсдей» с перспективой подписать постоянный контракт в январе 2009 года. Однако, 10 января 2009 года его контракт с «Вест Бромом» был расторгнут по соглашению сторон и он вернулся в Польшу, подписав соглашение с «Краковией».
С 2009 года выступает за различные польские клубы.